# Volga
A Volga (oroszul Волга [Volga], tatárul İdel, csuvasul Атăл [Atăl],  mordvinül Рав [Rav],  mari nyelven Юл [Jul], németül Wolga) Európa leghosszabb és legbővizűbb folyója. 225 m tengerszint feletti magasságban a Valdaj-hátságon ered, és Oroszország területét el nem hagyva a Kaszpi-tengerbe ömlik. Eredeti magyar neve Etel vagy Atil lehetett.
A Volga – vagy ahogy sokszor az oroszok nevezik: Volga anyácska – Oroszország legjelentősebb folyója, bár nem a legnagyobb. A szibériai folyók közül az Ob, a Jenyiszej, a Léna és az Amur is hosszabb és bővizűbb a Volgánál.

## Földrajza

### Felső-Volga (forrástól az Oka torkolatáig)
A Volga forrása nagyjából Moszkva és Szentpétervár között félúton, a Tveri területen található. Innen a folyó több kisebb tavon folyik át. A legutolsó Volgo tónál már 1843-ban épült duzzasztómű, hogy a folyó hajózhatósága egész évben biztosított legyen.
Tver (a szovjet időkben: Kalinyin) és Ribinszk között épült az Ivankovói-víztározó (a Moszkvai-tenger). A víztározó gátja, az Ivankovói vízerőmű Ivankovo és Dubna között található. Itt végződik a Moszkva–Volga-csatorna is. A Ivankovói-víztározó meghatározó Moszkva és a Moszkvát körül vevő agglomeráció ivóvízellátásában.
Kimrinél kezdődik a következő hatalmas víztározó, az Uglicsi-víztározó, majd a Volga legrégebbi víztározója, a „Ribinszki-tenger”. A Ribinszki-víztározónál kezdődik a Volgát a Néván át a Balti-tengerrel összekötő Volga–Balti-tenger-csatorna.
Ribinszknél  (a szovjet időkben: Andropov) található a Volga legnagyobb forgalmú kikötője. A folyó továbbra is keleti-délkeleti irányba halad. A következő nagyváros a 11. században alapított Jaroszlavl, Oroszország egyik legrégebbi városa. Jaroszlavltól csak 70 km-re ismét egy történelmi város található, az 1157-ben alapított Kosztroma.

### Középső-Volga (az Oka torkolatától aKámatorkolatáig)

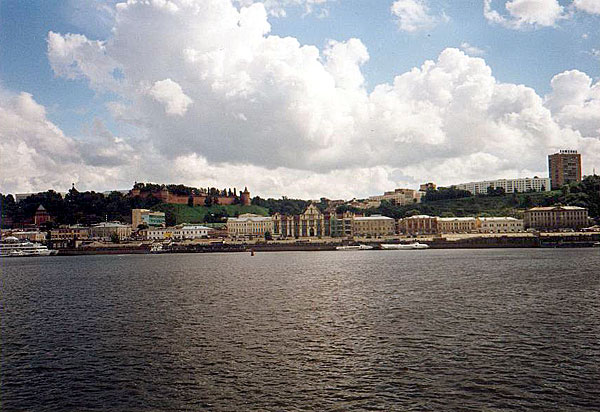
A Volga Nyizsnyij Novgorodnál

Nem sokkal Kosztroma után ismét egy hatalmas víztározó jön, a Nyizsnyij Novgorod-i-víztározó. Nyizsnyij Novgorod (a szovjet időkben: Gorkij) zárt város volt. Ide internálták a vezető ellenzékieket, többek között itt élt a Nobel-békedíjas Szaharov is. Nyizsnyij Novgorodnál torkollik a Volgába az Oka.
Itt a Volga a Mariföld területén folyik át, majd a Csuvasföld fővárosa, Eger testvérvárosa, Csebokszári a következő nagyváros. 150 km-rel lentebb, az európai Oroszország harmadik legnagyobb városa, Tatárföld fővárosa, Kazany következik. Itt a folyó megváltoztatja eddigi keleti irányát és délre fordul.
Kazanynál kezdődik Európa legnagyobb víztározója, az 550 km hosszú Kujbisevi-víztározó, összterülete 6450 km². Itt van a Káma folyó torkolata. A víztározó partján terül el Uljanovszk (a cári időkben: Szimbirszk), Togliatti, a Lada gépkocsik gyártására épült szocialista város és Szamara (a szovjet időkben: Kujbisev).

### Alsó-Volga (aKámatorkolatától a Volga-deltáig)

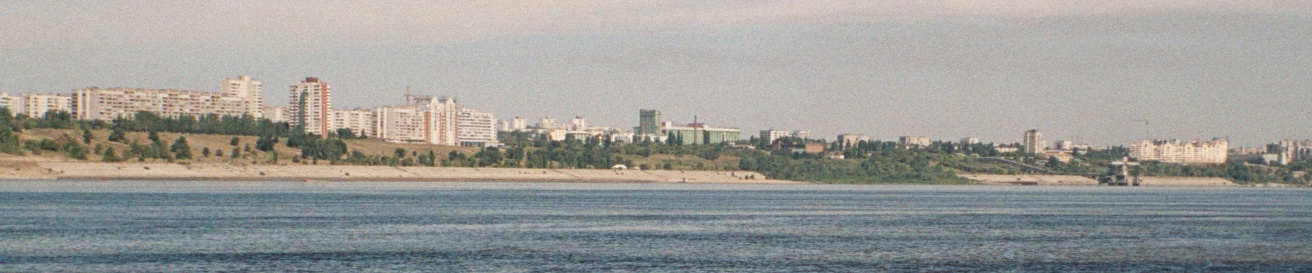
Volgográd

A Volga alsó folyásán hatalmas folyammá válik. Déli irányban a Volgai-hátság nyugati oldalán halad.
A Balakovo és Szaratov közötti területen éltek a második világháborút megelőzően a II. Katalin orosz cárnő által betelepített volgai németek (Wolgadeutschen). Sztálin a II. világháború idején a német ajkú lakosságot Kazahsztánba és részben Szibériába telepítette át. A Volga bal partján Marx és Engels városainak nevei emlékeztetnek az egykor itt lakó németekre.
Ez a Balakovo és Engels közötti szakasza a Volgának az, amelyet a civilizáció a legkevésbé érintett. A folyam menti táj itt tartotta meg ősi formáit. Engelsszel szemben a Volga jobb partján található a közel egymilliós Szaratov (egyetemi város), és itt kezdődik az utolsó nagy víztározó, a 600 km hosszú Volgográdi-víztározó.
Volgográd előtt 21 km-rel válik el a Volgától a Volga-delta legkeletibb ága, az Ahtuba. Volgográd (régebben: Caricin, Sztálingrád), a milliós nagyváros 80 km hosszan terül el a Volga jobb partján. Északon a Volgográdi-víztározót lezáró gáton található a Volgai Vízerőmű, majd 100 km-rel délebbre a város déli határán a Volga–Don-csatorna. Ez a csatorna biztosítja a belvízi összeköttetést a Fekete-tenger és a Balti-tenger között. Volgográdnál érte el a II. világháború idején a Wehrmacht a Volgát. Itt zajlott a II. világháború leghosszabb, legvéresebb és egyben legjelentősebb csatája, a sztálingrádi csata, amely fordulatot hozott a háború menetében.

### A Volga-delta
Asztrahán előtt 46 km-rel, a Buzan kiválásánál kezdődik a Volga-delta. A Volga-delta megközelítőleg 500 ágból, csatornából és kisebb folyókból áll. Természetvédelmi terület, és mint ilyen, a vándormadarak rendkívül jelentős megállója. A Volga-delta legjelentősebb ágai a Bahtemir, a Kamüzak, az Öreg-Volga, a Bolda, a Buzan és keleten az 537 km hosszú Ahtuba.
A Volga-delta valamikor nagyon gazdag volt tokhalban; az állomány mostanra a környezetszennyezés és a túlhalászás miatt vészesen lecsökkent. A tokhal ikrája a Kaszpi-tenger egyik legfontosabb terméke: az orosz fekete kaviár.

## Mellékfolyói

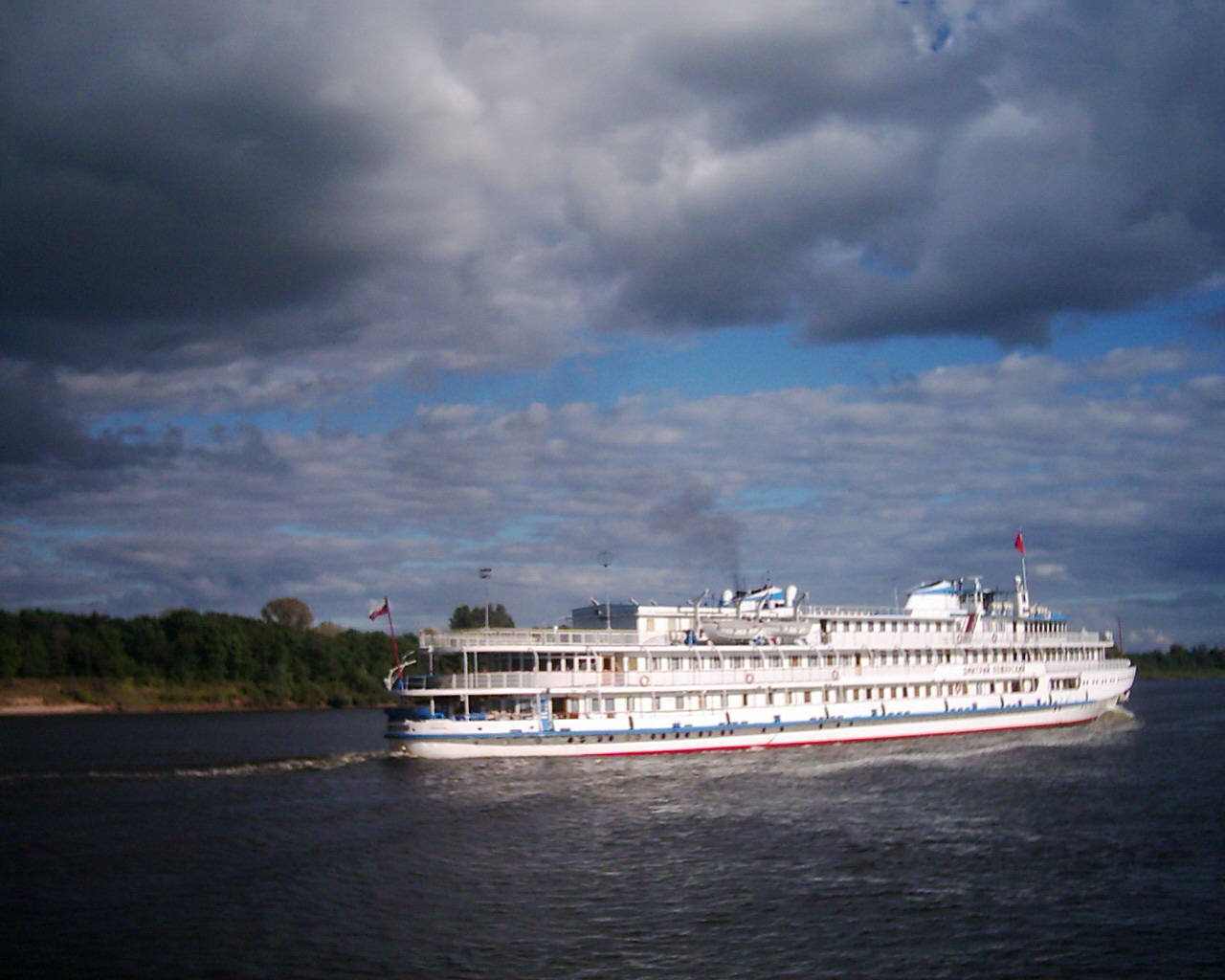
Hajó a Volgán Nyizsnyij Novgorodnál

A Volgának megközelítően 200 mellékfolyója van. A legjelentősebbek a következők:
Bal partiak:
- Mologa
- Sekszna
- Kosztroma
- Unzsa
- Vetluga
- Káma
- Szamara
- Nagy-Cseremsan
- Nagy-Irgiz
- Kis-Irgiz

Jobb partiak:
- Oka
- Szura

## Jelentősebb víztározók
- Ivankovói-víztározó (Moszkvai-tenger) (327 km², 1,12 Mrd. m³)
- Uglicsi-víztározó (249 km², 1,2 Mrd. m³)
- Ribinszki-víztározó (4 580 km², 25,4 Mrd. m³)
- Nyizsnyij Novgorod-i-víztározó (1 590 km², 8,7 Mrd. m³)
- Csebokszári-víztározó (2 274 km², 13,8 Mrd. m³)
- Szamarai-víztározó (Európa legnagyobb víztározója) (6 450 km², 58 Mrd. m³)
- Szaratovi-víztározó (1 831 km², 12,9 Mrd. m³)
- Volgográdi-víztározó (3 117 km², 31,5 Mrd. m³)